# Uniwersytet SWPS
Uniwersytet SWPS z siedzibą w Warszawie – uczelnia niepubliczna z siedzibą w Warszawie, utworzona w 1996 jako Szkoła Wyższa Psychologii Społecznej. Prowadzi studia pierwszego i drugiego stopnia, jednolite studia magisterskie, studia podyplomowe oraz szkołę doktorską. Uczelnia posiada pięć filii: we Wrocławiu, w Poznaniu, w Sopocie, w Katowicach oraz w Krakowie.
W 2015 uczelnia uzyskała status uniwersytetu przymiotnikowego. Ma uprawnienia do nadawania stopni naukowych doktora w dyscyplinach: psychologia, nauki o kulturze i religii, nauki socjologiczne, nauki prawne, literaturoznawstwo oraz nauki o polityce i administracji, a także stopni naukowych doktora habilitowanego w dyscyplinach: psychologia, nauki o kulturze i religii, nauki prawne. Do 1 października 2024 uczelnia nadała 487 osobom stopień doktora, a 116 otrzymało stopień doktora habilitowanego.

## Historia
Założycielami uczelni byli profesorowie Instytutu Psychologii PAN: prof. dr hab. Andrzej Eliasz, prof. dr hab. Zbigniew Pietrasiński i prof. dr hab. Janusz Reykowski. Od 2008 r. organem założycielskim uczelni jest spółka Instytut Rozwoju Edukacji utworzona przez założycieli. Prezesem zarządu spółki jest Piotr Voelkel.

### Najważniejsze fakty
- 1996: Szkoła Wyższa Psychologii Społecznej zostaje wpisana do rejestru uczelni niepaństwowych na mocy decyzji Ministra Edukacji Narodowej. W pierwszym roku działalności SWPS uruchamia pięcioletnie studia magisterskie na kierunku psychologia.
- 1998: SWPS zostaje członkiem Konferencji Rektorów Uczelni Niepaństwowych i przystępuje do programu stypendialnego KRUN.
- 1999: Powstaje Centrum Kształcenia Praktycznego, które organizuje studia podyplomowe i szkolenia.
- 2000: Szkoła uzyskuje Certyfikat Jakości Kształcenia dla kierunku psychologia.
- 2001: Powstaje Wydział Psychologii.
- 2001: Powstaje Wydział Nauk Humanistycznych i Społecznych.
- 2002: Wydział Psychologii uzyskuje prawo do nadawania stopnia naukowego doktora w dyscyplinie psychologia.
- 2002: Uczelnia uruchamia Środowiskowe Studia Doktoranckie.
- 2002: Powstaje Wydział Zamiejscowy w Sopocie.
- 2002: Przy SWPS powstaje centrum terapeutyczne (nazwane później Akademickim Centrum Psychoterapii i Rozwoju).
- 2002: Uczelnia otwiera własne wydawnictwo naukowe pod nazwą Wydawnictwo SWPS Academica.
- 2003: SWPS otrzymuje status uczelni członkowskiej Konferencji Rektorów Akademickich Szkół Polskich.
- 2004: Powstaje Wydział Zamiejscowy we Wrocławiu.
- 2004: SWPS przystępuje do międzynarodowego stowarzyszenia European University Association.
- 2004: Przy SWPS powstaje Stowarzyszenie „Wspólne Podwórko”.
- 2005: Wydział Psychologii otrzymuje uprawnienia do nadawania stopnia naukowego doktora habilitowanego w dyscyplinie psychologia.
- 2005: SWPS uruchamia Studium Pedagogiczne.
- 2006: Powstaje Wydział Filologiczny.
- 2006: SWPS podpisuje deklarację Magna Charta Universitatum(inne języki).
- 2007: Wydział Nauk Humanistycznych i Społecznych otrzymuje uprawnienia doktorskie w dyscyplinie kulturoznawstwo.
- 2008: Wydział Nauk Humanistycznych i Społecznych otrzymuje uprawnienia doktorskie w dyscyplinie socjologia.
- 2009: Uczelnia uzyskuje pełne indywidualne członkostwo w European University Association.
- 2009: Wydział Zamiejscowy SWPS we Wrocławiu otrzymuje uprawnienia doktorskie w dyscyplinie psychologia.
- 2009: Powstaje Wydział Prawa
- 2009: Wydział Nauk Humanistycznych i Społecznych otrzymuje uprawnienia do nadawania stopnia naukowego doktora habilitowanego nauk humanistycznych w dyscyplinie kulturoznawstwo.
- 2010: Powstaje Wydział Zamiejscowy SWPS w Katowicach oraz Wydział Zamiejscowy SWPS w Poznaniu.
- 2012: Wydział Prawa otrzymuje uprawnienia doktorskie w dyscyplinie prawo.
- 2012: W świetle zmian przepisów w zakresie obszarów wiedzy i dziedzin nauki wprowadzone przez MNiSW, w uczelni zachodzą zmiany w organizacji wydziałów – z połączenia Wydziału Nauk Humanistycznych i Społecznych oraz Wydziału Filologicznego powstaje Wydział Kulturoznawstwa i Filologii. Wydział Prawa zmienia nazwę na Wydział Prawa i Nauk Społecznych.
- 2012: Wydział Zamiejscowy SWPS we Wrocławiu otrzymuje uprawnienia do nadawania stopnia naukowego doktora habilitowanego nauk humanistycznych w dyscyplinie psychologia.
- 2014: Wydział Kulturoznawstwa i Filologii powraca do nazwy Wydział Nauk Humanistycznych i Społecznych.
- 2015: Wydział Nauk Humanistycznych i Społecznych otrzymuje uprawnienia do nadawania stopnia naukowego doktora nauk humanistycznych w dyscyplinie literaturoznawstwo.
- 2015: Uczelnia otrzymuje status uniwersytetu przymiotnikowego i zmienia nazwę na SWPS Uniwersytet Humanistycznospołeczny, w skrócie Uniwersytet SWPS.
- 2016: Wydział Zamiejscowy w Sopocie otrzymuje uprawnienia do nadawania stopnia naukowego doktora nauk społecznych w dyscyplinie psychologia.
- 2018: Wydział Prawa uzyskuje prawo do nadawania stopnia doktora habilitowanego w zakresie nauk prawnych.
- 2019: Wydziały Zamiejscowe w Poznaniu i Katowicach otrzymują uprawnienia do nadawania stopnia naukowego doktora nauk społecznych w dyscyplinie psychologia.
- 2019: Na uczelni powstaje 5 instytutów naukowych, które zajmują się organizacją i koordynacją działalności naukowej pracowników badawczych i badawczo-dydaktycznych uczelni w poszczególnych dyscyplinach: Instytut Nauk Humanistycznych, Instytut Nauk Społecznych, Instytut Prawa, Instytut Projektowania i Instytut Psychologii.
- 2019: Poszczególne wydziały zmieniają nazwy na: Wydział Psychologii w Warszawie, Wydział Nauk Humanistycznych, Wydział Nauk Społecznych w Warszawie, Wydział Prawa w Warszawie, Wydział Projektowania w Warszawie, Wydział Psychologii we Wrocławiu, Wydział Prawa i Komunikacji Społecznej we Wrocławiu, Wydział Psychologii i Prawa w Poznaniu, Wydział Psychologii w Katowicach, Wydział Psychologii w Sopocie.
- 2020: Uczelnia otrzymuje uprawnienia do nadawania stopnia naukowego doktora nauk społecznych w dyscyplinie nauki o polityce i administracji.
- 2022: Powołana została w Krakowie filia Uniwersytetu SWPS im. ks. Józefa Tischnera
- 2022: – powołanie filii Uniwersytetu SWPS im. ks. Józefa Tischnera, co zapoczątkowało proces integracji WSE z Uniwersytetem SWPS
- 2022: – powstanie Wydziału Psychologii Uniwersytetu SWPS w Krakowie
- 2023: - Uniwersytet SWPS w sojuszu European Reform University Alliance[8]
- 2023: – rozpoczęcie realizacji studiów psychologicznych na krakowskim wydziale USWPS: jednolite studia magisterskie, studia I stopnia w języku angielskim oraz 3-5-letnie studia dla magistrów i licencjatów
- 2023: – powstanie Wydziału Interdyscyplinarnego Uniwersytetu SWPS w Krakowie
- 2024: – zakończenie procesu integracji WSE oraz USWPS

### Wyróżnienia
- 2007–2014: Ranking szkół wyższych miesięcznika „Perspektywy”. SWPS jest najlepszą niepubliczną uczelnią o profilu społeczno-humanistycznym w Polsce. Tę pozycję utrzymuje niezmiennie od 2007 r.
- 2009–2015: SWPS najbardziej obleganą uczelnia niepubliczną w Polsce. Według corocznych raportów Ministerstwa Nauki i Szkolnictwa Wyższego podsumowujących wyniki rekrutacji, studia stacjonarne w SWPS cieszą się największym powodzeniem wśród kandydatów wybierających uczelnię niepubliczną
- 2010: Wrocławski wydział SWPS najlepszym wydziałem nauk społecznych w Polsce. W ocenie parametrycznej przeprowadzonej przez MNiSW Wydział otrzymuje pierwszą kategorię z najwyższą liczbą punktów spośród wszystkich jednostek naukowych, na których prowadzone są badania w dziedzinie nauk społecznych. Wydział Psychologii oraz Wydział Nauk Humanistycznych i Społecznych również otrzymują pierwszą kategorię.
- 2011: Czworo profesorów z SWPS zostało nagrodzonych w programie MISTRZ. Fundacja na rzecz Nauki Polskiej nagradza 9 wybitnych polskich uczonych, w tym 4 psychologów z SWPS (prof. Aleksandrę Łuszczyńską, prof. Leszka Koczanowicza, prof. Grzegorza Sędka, prof. Bogdana Wojciszkego). Pozostali naukowcy wywodzą się z uczelni publicznych.
- 2012: Ranking wydziałów prawa. W zestawieniu uczelni niepublicznych Rankingu Wydziałów Prawa Dziennika „Gazety Prawnej” Wydział Prawa SWPS zajmuje 3. miejsce.
- 2012: Ranking uczelni prowadzących studia prawnicze. W rankingu „Rzeczpospolitej” uczelni prowadzących studia na kierunku prawo SWPS znajduje się na 4. miejscu wśród wszystkich uczelni niepublicznych w Polsce.
- 2012: Najlepsza uczelnia niepubliczna w rankingu pozyskiwania grantów NCN. SWPS jest w czołówce grantobiorców Narodowego Centrum Nauki. Na 131 jednostek naukowo-badawczych prowadzących projekty w zakresie nauk humanistyczno-społecznych, SWPS zajmuje wysoką 9. pozycję pod względem liczby i wysokości grantów przyznanych w latach 2011–2012.
- 2013: Najlepsze studia niepubliczne według rankingu „Perspektyw”. Według rankingu szkół wyższych „Perspektywy” i „Rzeczpospolitej” SWPS jest najlepszą uczelnią niepubliczną prowadzącą studia na takich kierunkach jak: psychologia, studia filologiczne, kulturoznawstwo, studia azjatyckie, dziennikarstwo i komunikacja społeczna oraz socjologia.
- 2012–2013: Konkurs MNiSW na najlepsze programy studiów. Wzornictwo oferowane przez Wydział Zamiejscowy w Poznaniu oraz psychologia w Wydziale Zamiejscowym w Sopocie zostają nagrodzone przez Ministerstwo w konkursie na najlepsze programy studiów. Wydziały otrzymują po milionie zł na dalsze doskonalenie oferty dydaktycznej. W 2013 roku Ministerstwo nagradza również program studiów prawniczych oferowany przez Wydział Prawa i Nauk Społecznych SWPS.
- 2013: Ranking wydziałów prawa „Rzeczpospolitej”. SWPS zajmuje 3. miejsce wśród wszystkich uczelni niepublicznych w kraju.
- 2013: Ranking uczelni cenionych przez pracodawców „Wprost”. W opinii pracodawców SWPS jest najlepszą uczelnią niepubliczną kształcącą w obszarze nauk społecznych i filologii obcych – uczenia zajmuje 6. miejsce wśród wszystkich szkół wyższych w kraju.
- 2013: SWPS najbardziej aktywnym ośrodkiem badawczym wśród uczelni w Polsce. Wśród wszystkich jednostek aplikujących do Narodowego Centrum Nauki o środki na badania w dziedzinie nauk humanistycznych i społecznych SWPS zajmuje wysokie 7. miejsce pod względem wysokości pozyskanych funduszy.
- 2013: Prestiżowa kategoria A+ dla Wydziału Zamiejscowego SWPS we Wrocławiu. W ocenie działalności badawczo-rozwojowej przeprowadzonej przez MNiSW wrocławski wydział SWPS zostaje wyróżniony kategorią A+ i zajmuje 1. miejsce w grupie nauk społecznych, pokonując 92 jednostki badawcze.
- 2013: W ocenie parametrycznej przeprowadzonej przez MNiSW Wydział Psychologii w Warszawie zajmuje 3. miejsce wśród wszystkich instytucji naukowych o profilu społecznym i 1. miejsce w grupie jednostek wyróżnionych kategorią A.
- 2014: Najlepsze studia niepubliczne według rankingu „Perspektyw”. SWPS jest najlepszą uczelnią niepubliczną prowadzącą studia na takich kierunkach jak: psychologia, studia filologiczne, kulturoznawstwo, studia azjatyckie, prawo oraz socjologia.
- 2014: Ranking wydziałów prawa „Rzeczpospolitej”. SWPS zajmuje 2. lokatę wśród wszystkich uczelni niepublicznych w Polsce.
- 2014: Ranking uczelni cenionych przez pracodawców „Wprost”. W opinii pracodawców SWPS jest najlepszą uczelnią niepubliczną kształcącą w obszarze nauk społecznych i filologii obcych – uczenia zajmuje 10. miejsce wśród wszystkich szkół wyższych w kraju.
- 2014: Ranking pozyskiwania grantów NCN. W zestawieniu grantobiorców Narodowego Centrum Nauki za lata 2011–2014 SWPS zajmuje 4. miejsce w grupie jednostek, które otrzymały najwięcej funduszy na badania w dziedzinach nauk humanistycznych i społecznych.
- 2015: Ranking uczelni cenionych przez pracodawców „Wprost”. W rankingu opinii pracodawców SWPS zajmuje 2. miejsce wśród niepublicznych szkół wyższych i 18. miejsce wśród wszystkich uczelni w Polsce.
- 2016: Uniwersytet SWPS znalazł się w elitarnej grupie instytucji posiadających prawo do korzystania z wyróżnienia HR Excellence in Research przyznawanego przez Komisję Europejską instytucjom, które zapewniają pracownikom naukowym najlepsze warunki pracy.
- 2017: W ocenie działalności badawczo-rozwojowej przeprowadzonej przez MNiSW Wydział Psychologii w Warszawie oraz II Wydział Psychologii we Wrocławiu zostają wyróżnione kategorią A+. II Wydział Psychologii we Wrocławiu jest najwyżej ocenioną jednostka w kraju w grupie nauk humanistyczno-społecznych o profilu społecznym.
- 2019: Uniwersytet SWPS, jako jedyna instytucja szkolnictwa wyższego w Polsce, znalazł się w elitarnym gronie uczelni z całego świata wyróżnionych przez Ashoka U w kampanii #MillionsofChangemakers za swoje zaangażowanie w inicjowanie i wprowadzanie pozytywnych zmian społecznych.
- 2020: W zestawieniu grantobiorców Narodowego Centrum Nauki obejmującym lata 2011–2019 Uniwersytet SWPS zajmuje 4. miejsce pod względem kwoty przyznanego dofinansowania i 7. miejsce pod względem liczby zrealizowanych projektów wśród wszystkich jednostek w kraju aplikujących o środki na badania w obszarze nauk humanistycznych i społecznych.
- 2020: W międzynarodowym rankingu U-Multirank 2020 Uniwersytet SWPS znalazł się wśród 25 najlepszych uniwersytetów na świecie, które otrzymały najwyższe oceny w kategorii Przychód z Kształcenia Podyplomowego i Zawodowego.
- 2021: Po raz pierwszy Uniwersytet SWPS znalazł się w rankingu QS EECA University Ranking – zestawieniu liderów szkolnictwa wyższego dla Rozwijającej się Europy i Azji Środkowej, zajmując 161. miejsce na 450 szkół zakwalifikowanych[9]
- 2021: W Times Higher Education Young University Ranking na 475 ocenianych uczelni, które działają nie dłużej niż od 50 lat, znalazł się między 301. a 350. miejscem. Należy podkreślić, że Uniwersytet SWPS jest jedyną polską uczelnią w tym prestiżowym zestawieniu[10]
- 2021: W kategorii Psychiatria/Psychologia U.S. News Global Universities Ranking Uniwersytet SWPS znalazł się na 308. pozycji na ocenione 400 uczelni z całego świata. To najlepszy wynik wśród wszystkich uniwersytetów z Polski zakwalifikowanych do tej kategorii w rankingu[11].
- 2021: Studia na kierunku Psychologia znalazły się na 3. miejscu w Polsce w rankingu Times Higher Education World University Rankings 2022. W klasyfikacji całkowitej Uniwersytet SWPS znalazł się w przedziale 301–400 wśród ponad 560 uczelni z całego świata[12].
- 2021: W Shanghai Global Ranking of Academic Subjects Uniwersytet SWPS znalazł się w trzeciej setce i jest najwyżej ocenianą jednostką z Polski (na 500 uczelni na świecie)[13].
- 2022: W międzynarodowym rankingu młodych uniwersytetów – Times Higher Education Young University Rankingu Uniwersytet uplasował się pomiędzy 301. a 350. miejscem (na 539 uczelnie z całego świata)[14].
- 2022: W ogólnopolskim rankingu „Rzeczpospolitej” i Fundacji Uniwersyteckich Poradni Prawnych po raz kolejny zwyciężyła Studencka Poradnia Prawna Uniwersytetu SWPS, działająca przy Wydziale Prawa w Warszawie[15].
- 2024: Psychologia na USWPS najlepsza w Polsce w rankingu „Perspektyw”[16]
- 2024: Wydział Prawa w Warszawie USWPS na 3. miejscu w rankingu „Rzeczpospolitej”[17]
- 2024: Sukces studentek School of Form na NYCxDesign Awards 2024[18]
- 2024: Uniwersytet SWPS zajął drugie miejsce w Polsce w kategorii „liczba cytowań” w rankingu QS World University Rankings: Europe i awansował w ogólnym zestawieniu wyższych uczelni z całego kontynentu[19].
- Uniwersytet SWPS zajął drugie miejsce w Polsce w kategorii psychologia w prestiżowym rankingu szanghajskim dla dyscyplin naukowych – Global Ranking of Academic Subjects

### Doktorzy honoris causaSWPS
- 2011: prof. Helmut Skowronek(inne języki), psycholog pedagogiki, były rektor Uniwersytetu w Bielefeldzie[20]
- 2011: prof. Philip Zimbardo, psycholog społeczny, były przewodniczący Amerykańskiego Towarzystwa Psychologicznego, popularyzator psychologii[21][20]
- 2013: prof. Szewach Weiss, izraelski polityk, były ambasador Izraela w Polsce[22]
- 2013: prof. Robert Cialdini, psycholog społeczny, badacz altruizmu i wpływu społecznego, popularyzator psychologii[23][22]
- 2016: prof. Jan Strelau, psycholog różnic indywidualnych, twórca regulacyjnej teorii temperamentu[24][21][25]
- 2022: prof. Mika Brzeziński, dziennikarka, publicystka, komentatorka polityczna i autorka[26]

## Jednostki dydaktyczne
- Wydział Psychologii w Warszawie[27]

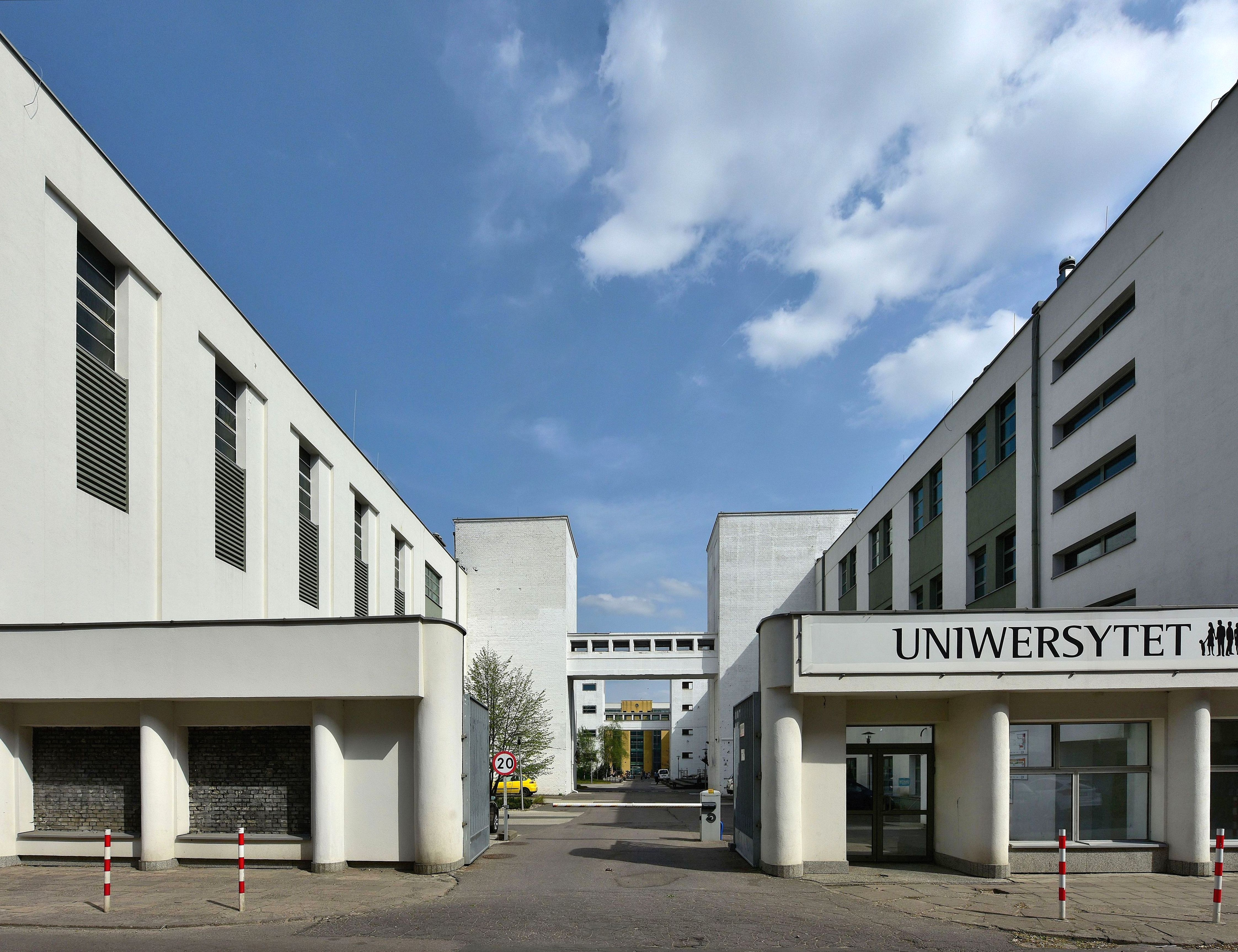
Kompleks Uniwersytetu SWPS w Warszawie

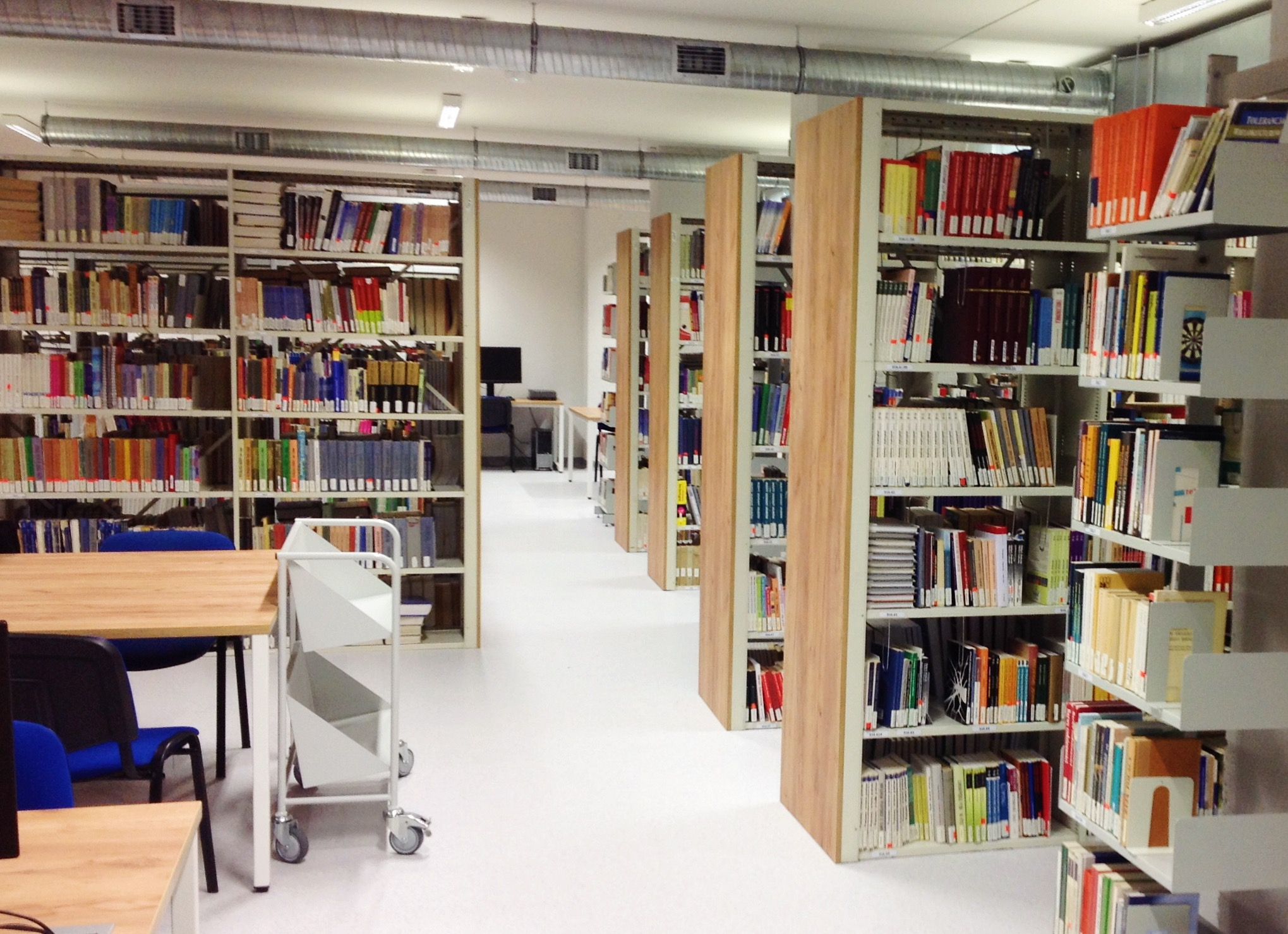
Biblioteka Uniwersytetu SWPS w Warszawie

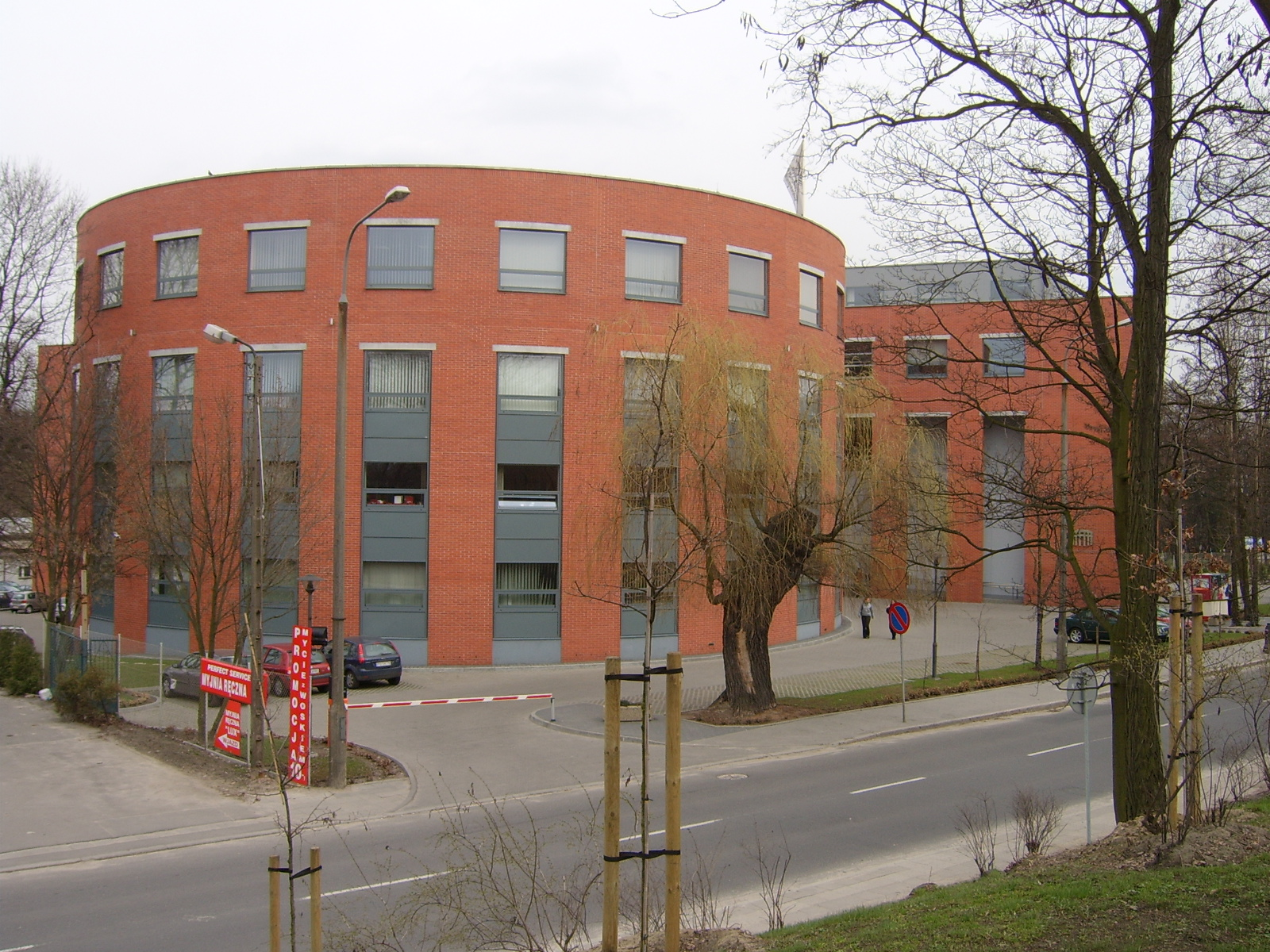
Wydział Zamiejscowy w Poznaniu

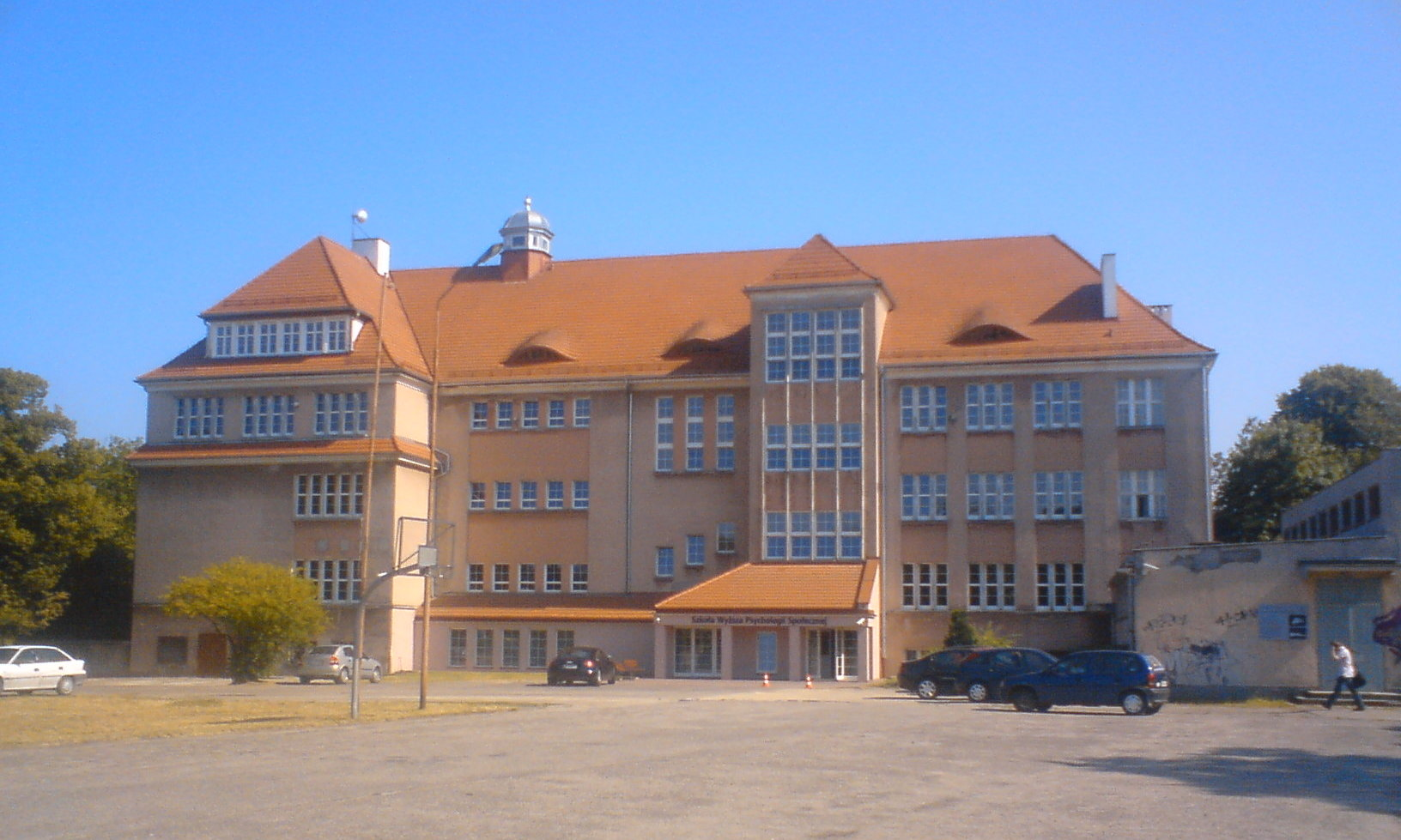
Wydział Zamiejscowy w Sopocie

- Wydział Nauk Humanistycznych w Warszawie[28]
- Wydział Nauk Społecznych w Warszawie[29]
- Wydział Prawa w Warszawie[30]
- Wydział Projektowania w Warszawie[28]

- Wydział Psychologii we Wrocławiu[31]
- Wydział Prawa i Komunikacji Społecznej we Wrocławiu[32]
- Wydział Psychologii i Prawa w Poznaniu[33]
- Wydział Psychologii w Katowicach[34]
- Wydział Psychologii w Sopocie[35]
- Wydział Psychologii w Krakowie[36]
- Wydział Interdyscyplinarny w Krakowie[37]

## Jednostki naukowe
- Instytut Nauk Humanistycznych
- Instytut Nauk Społecznych
- Instytut Prawa
- Instytut Projektowania
- Instytut Psychologii
- Szkoła Doktorska Nauk Humanistycznych i Społecznych

## Kierownictwo

### Zarząd[38]
- rektor: prof. dr hab. Roman Cieślak
- prorektorka ds. międzynarodowych: dr hab. Ewa Gruszczyńska, prof. Uniwersytetu SWPS
- prorektorka ds. nauki: dr hab. Aleksandra Cisłak-Wójcik, prof. Uniwersytetu SWPS
- prorektorka ds. dydaktyki: dr hab. Kamila Jankowiak-Siuda, prof. Uniwersytetu SWPS
- dyrektor generalna: dr Ewa Ger
- dyrektor finansowy, zastępca dyrektor generalnej: dr Marcin Gędziorowski
- dyrektor marketingu i rekrutacji, zastępca dyrektor generalnej: Kinga Nowacka
- dyrektor ds. studiów podyplomowych i szkoleń, zastępca dyrektor generalne: Jan Jaworowski

### Pełnomocnicy
- koordynator ds. rozwoju uczelni: prof. dr hab. Dariusz Doliński
- pełnomocnik rektora ds. przeciwdziałania mobbingowi i dyskryminacji: dr hab. Justyna Ziółkowska, prof. Uniwersytetu SWPS
- pełnomocnik rektora ds. strategii uniwersytetu: Wawrzyniec Smoczyński
- pełnomocnik rektora ds. osób studiujących: dr Filip Cyuńczyk

### Rektorzy
- 1996–2016: prof. dr. hab Andrzej Eliasz
- od 2016: prof. dr hab. Roman Cieślak

## Studia na Uniwersytecie SWPS
Uniwersytet SWPS prowadzi studia I, II stopnia oraz studia jednolite magisterskie w Warszawie, Wrocławiu, Poznaniu, Sopocie i Katowicach. Uczelnia oferuje także interdyscyplinarne studia doktoranckie, studia podyplomowe i szkolenia.
Studia pierwszego stopnia
- Dziennikarstwo i komunikacja społeczna
- Filologia:
  - angielska
  - angielska z rozszerzonym językiem chińskim
  - angielska z rozszerzonym językiem hiszpańskim
  - angielska z rozszerzonym językiem japońskim
  - angielska z rozszerzonym językiem niemieckim
  - angielska z rozszerzonym językiem włoskim
  - norweska
  - szwedzka
  - iberystyka
  - italianistyka
- Grafika reklamowa i multimedia
- Game design
- Grafika
- Informatyka
- Kultura współczesna
- Management – studia w języku angielskim
- Prawo w biznesie
- Prawo nowych technologii
- Psychologia
- Psychologia i informatyka
- Psychology – studia w języku angielskim
- School of Ideas – projektowanie innowacji
- Studia azjatyckie: Chiny i Azja Wschodnia
- Sztuka cyfrowa
- Wzornictwo – School of Form
- Zarządzanie

Studia drugiego stopnia
- Dziennikarstwo i komunikacja społeczna
- Filologia angielska
- Asian studies
- Komunikacja i media
- Kulturoznawstwo
- Management – studia w języku angielskim
- Psychologia
- Psychology – studia w języku angielskim
- Skandynawistyka
- Zarządzanie i przywództwo
- Zarządzanie zasobami ludzkimi

Jednolite studia magisterskie
- Prawo – również indywidualnej organizacji toku studiów
- Psychologia – również dla magistrów i licencjatów

Szkoła Doktorska
- Nauki o religii i kulturze
- Literaturoznawstwo
- Psychologia
- Nauki socjologiczne

Studia podyplomowe
Szkolenia

## Działalność studencka
Na uczelni działa wiele organizacji studenckich, w tym koła naukowe czy Chór Uniwersytetu SWPS, Studencka Poradnia Prawna oraz AZS Uniwersytet SWPS.
- Koła naukowe organizują cykliczne spotkania, projekcje, seminaria naukowe, rozmowy z praktykami i wybitnymi naukowcami. W uczelni działają m.in.: Koło Naukowe Badań Okulograficznych, Koło Naukowe Komparatystyki Prawniczej, Studenckie Koło Filmowe „Kinematograf”, Koło Naukowe Studiów Azjatyckich, Koło Naukowe Psychoterapii Klinicznej, Koło Naukowe Ant_y, Klub Dyskusyjny Trialog, Badawcze Koło Naukowe Uniwersytetu SWPS, Koło Naukowe Prawa Prywatnego „Sapere Aude”, Teatr Studencki Uniwersytetu SWPS „Projekcja”, Koło Psychologii Kryminalistycznej Corpus Delicti, Koło Naukowe Psychologii Zachowań Społecznych, Koło Naukowe KatoFlow, Koło Seksuologii Klinicznej, Koło Naukowe Psyche, Koło Naukowe Zarządzania Zasobami Ludzkimi, Koło Naukowe Leadership Lab[39].
- Konkurs Acts of Leadership Award[40] - co roku dwa studenckie koła naukowe Leadership LAB i BIZ (Biznes. Innowacja. Zarządzanie) organizują konkurs Acts of Leadership Award, które zwieńczeniem jest gala finałowa. Konkurs Acts of Leadership jest skierowany do wybitnychm, ambitnych i kreatywnych studentek i studentów, licealistek i licealistów, absolwentek i absolwentów, doktorantek i doktorantów. Jury konkursowe przyznaje wyróżnienia w kilku kategoriach, do których należą: „Leader Among Leaders”, „Young Rising Innovator”, „Young Rising Company”, projekt społeczny, projekt edukacyjny, projekt kreatywny, projekt biznesowy, projekt technologiczny, projekt greentech, „Raport studencki” oraz „Organizacja pozarządowa”. Koordynatorem wydarzenia jest dr Włodzimierz Świątek.

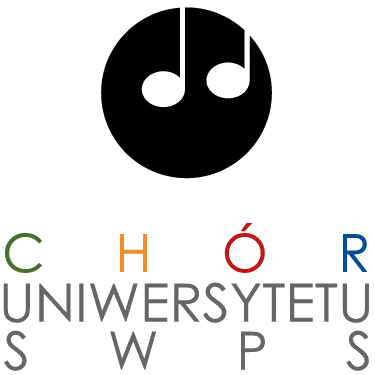
Chór Uniwersytetu SWPS

- Chór SWPS powstał w 2001 roku i od tego czasu regularnie koncertuje w kraju i za granicą. W swoim repertuarze ma prawie 150 zróżnicowanych stylistycznie utworów. Śpiewa w języku polskim, angielskim, francuskim, niemieckim, szwedzkim, rosyjskim, łotewskim, litewskim i białoruskim, a także po łacinie oraz w języku cerkiewno-słowiańskim.